# Terytorium Hawajów
Terytorium Hawajów – terytorium zorganizowane Stanów Zjednoczonych istniejące od 12 sierpnia 1898 do 21 sierpnia 1959 roku.

## Historia
W styczniu 1893 roku ostatnia hawajska królowa Liliʻuokalani abdykowała pod warunkiem, że władzę w jej kraju przejmie USA a nie rebeliancki rząd pod przywództwem premiera Sanforda Dole. Mimo to rebelianci przejęli władzę i sprawowali ją 3 lata, czyli do czasu interwencji amerykańskiej. 7 lipca 1898 roku kraj został zajęty zbrojnie przez USA i 12 sierpnia stał się terytorium inkorporowanym. 
21 sierpnia 1959 roku Stany Zjednoczone oficjalnie przyjęły Hawaje jako pięćdziesiąty stan Unii. Statusu tego nie otrzymała Palmyra, która stała się osobnym terytorium Stanów Zjednoczonych.